# Niaming
Niaming est une localité du Sénégal, située dans le département de Médina Yoro Foulah et la région de Kolda.
C'est le chef-lieu de l'arrondissement de Niaming depuis la création de celui-ci par un décret du 10 juillet 2008.
On y dénombre 931 personnes et 86 ménages.